# ワルキューレ (マクロスΔ)
ワルキューレ (Walküre) は、テレビアニメ『マクロスΔ』および、関連作品に登場する架空の女性5人組の音楽ユニット。または各キャラクターの声や歌を担当する女性声優・歌手ら5名による実在するグループである。キャッチフレーズは「超時空ヴィーナス」。
本項目では、2021年に公開された『マクロスΔ』の劇場版第2作『劇場版マクロスΔ 絶対LIVE!!!!!!』に登場するユニットで、ワルキューレのキャストが演じる「Yami_Q_ray（ヤミキューレ）」についても述べる。

## メンバー
| 氏名                                | キャスト   | キャスト   | 生年月日      | 年齢        | 身長  | イメージカラー | 決め台詞 |
| 氏名                                | 声         | 歌         | 生年月日      | 年齢        | 身長  | イメージカラー | 決め台詞 |
| ----------------------------------- | ---------- | ---------- | ------------- | ----------- | ----- | -------------- | -------- |
| 美雲・ギンヌメール Mikumo Guynemer  | 小清水亜美 | JUNNA      | 2064年8月17日 | 3歳         | 165cm | 紫             | 歌は神秘 |
| フレイア・ヴィオン Freyja Wion      | 鈴木みのり | 鈴木みのり | 2052年11月3日 | 14歳 → 15歳 | 154cm | 赤             | 歌は元気 |
| カナメ・バッカニア Kaname Buccaneer | 安野希世乃 | 安野希世乃 | 2044年6月8日  | 22歳        | 168cm | 黄             | 歌は生命 |
| レイナ・プラウラー Reina Prowler    | 東山奈央   | 東山奈央   | 2051年7月23日 | 15歳        | 147cm | 緑             | 歌は愛   |
| マキナ・中島 Makina Nakajima        | 西田望見   | 西田望見   | 2049年4月19日 | 18歳        | 159cm | ピンク         | 歌は希望 |

- 個人データはマクロスポータルサイトの「CHARACTER（アーカイブ）」を参照。
- 現実世界における楽曲などのメンバー名表記は「美雲ΔJUNNA」「フレイアΔ鈴木みのり」「カナメΔ安野希世乃」「レイナΔ東山奈央」「マキナΔ西田望見」。

## 設定

### 基本情報
ワルキューレは、星間複合企業体ケイオスの情報・芸能部門に所属する戦術音楽ユニット (Tactical Sound Unit) である。銀河系各地で猛威を振るう謎の奇病ヴァールシンドロームを歌の力で鎮静化するために結成されたユニットのなかでも、ワルキューレは先駆けにして一番の成功例となっている。また、銀河ネットワークチャートに常時ランクインするアーティストという一面もあり、メンバー入りに憧れる少女たちが急増している。
ワルキューレの活動には第一次星間大戦（2009 - 2010年）の直後から歌の力を研究している謎の人物「レディ・M」の意向が絡んでいるとされる。メンバーは惑星ラグナに駐留するケイオス・ラグナ支部に所属し、周辺星系を中心に作戦を展開している。ヴァール対策活動においては、ラグナ支部第三戦闘航空団の可変戦闘機部隊Δ（デルタ）小隊と共同任務にあたる。両者はラグナのバレッタシティーに鎮座する巨大戦艦マクロス・エリシオンを拠点とし、その左腕部にあたる宇宙空母アイテールに乗艦して移動する。
メンバー選考は2063年に始まり、最初にケイオス職員だったカナメ・バッカニアとレイナ・プラウラーが適性を見い出された。2064年の第1次オーディションに合格したマキナ・中島、クレア・パドル、リディ・ル・グローンが加わり、カナメを中心に5人編成でスタートするが、訓練期間中にリディが脱退した。2065年に4人組ユニットとしてデビューした後は、歌の効果を実証できず活動中止の危機に瀕するが、アイドル風衣裳の採用やΔ小隊との連携作戦など試行錯誤を積み重ねた結果、次第に実績と知名度を高めていった。心労からクレアが脱退するも、新たに美雲・ギンヌメールが加入し、カナメに代わってエースボーカルに就任。彼女の圧倒的なパフォーマンスがメンバーを触発し、更なるユニットの成長を促した。2067年4月の第3次オーディション後にフレイア・ヴィオンが加入し、以降は5人編成となる。
エースボーカルの美雲は、他のメンバーでさえ素性を知らない謎に包まれた存在。フレイアはワルキューレに憧れ、故郷の惑星ウィンダミアを飛び出してきた新メンバー。最年長のカナメはリーダーとしてユニットをまとめ、レイナはハッカー、マキナはメカニックとして一流の腕前を持つ。ポジション的には美雲とフレイアがメインボーカルを務め、バックボーカル3人のなかではカナメが前に立つという関係にある。
ユニットの象徴として、手の甲を逆さに向けて、手の指でアルファベットのWの形を作るハンドサイン（ワルキューレサイン）がある。サインの作り方はメンバーによって異なる。
- 美雲は片手の親指を閉じ、4本の指を広げ、中指と薬指を交差させる[11]。
- フレイアは人差し指と中指を広げたVサインを2つ作り、両手を前に突き出して左右をつなげる[11]。
- カナメはフレイアと同じくVサインを2つ作り、胸元で両手をクロスさせて左右をつなげる[12]。
- レイナとマキナは片手でVサインを作り、頭上にかざして2人でVサインをつなげる[13]。

### 任務
戦術音楽ユニットの結成には、バロータ戦役（2045 - 2046年）当時のサウンドフォースやジャミングバーズ、バジュラ戦役（2059年）当時のランカ・リーやシェリル・ノームといった歌い手たちから得られた、フォールドエフェクト研究の成果が反映されている。
ヴァールシンドロームの罹患者は健常から突然自我を失い、異常な興奮状態となり暴徒化する。原因は完全に解明されていないが、体内に共生する「フォールド細菌」の活性化が関係していると考えられる。フォールド細菌を抑制する方法としては、「フォールド因子受容体（フォールドレセプター）」という特殊な受容体を持つ者の歌声に含まれる「生体フォールド波」が効果的とみなされている。歌声を聞かせることでヴァール発症者を正気に戻すことができるが、根本的に完治させられるわけではない。ワルキューレのメンバーは皆フォールドレセプターが高い数値を示しており、新メンバーオーディションではその数値が合否の判定材料となる。
生体フォールド波は、ライブ（生歌）でなければヴァールへの効果が激減するうえ、歌い手の危機的状況によって発生レベルが変動する。このため、メンバーはヴァールの暴動発生地点へ出向き、あえて危険に身をさらしながら戦場ライブを行う。メンバーには歌の力のみならず、戦場で生身で歌う覚悟も求められる。通常はユニット単位で活動しているが、ヴァールが複数同時多発的に発生した場合は、単独もしくはサブユニットに分かれて対応することもできる。
メンバーが戦場に似つかわしくない華やかな衣装をまとい、派手な見得を切るのは、暴徒の注意を引きつけて鎮圧作戦を効率化する目的のほか、民間人に「ワルキューレが来たからもう大丈夫」と安心させて混乱を防ぐためである。さまざまなジャンルの曲を歌うのは、どのような歌がヴァール鎮圧に効果があるのか試すためである。衣裳にはフォールドプロジェクターが備えられており、着用者の周囲にホログラフィを投影し、コスチュームチェンジを行う。バイオシルク製のアンダースーツやメイクアイテムには、防弾機能や対光学兵器成分が含まれている。腰周りに巻いたガスジェットクラスターから窒素ガスを噴出することで、空中を短時間飛行したり方向転換することができる。
また、メンバーの歌声にはヴァール発症のリスクを低下させる効果もあるため、平常時には星々を訪問してワクチンライブを開催している。その模様は銀河ネットで配信され、高い人気と知名度を得ている。
新型機VF-31 ジークフリード5機で編成されるΔ小隊は、戦場ライブではワルキューレの護衛役を果たし、ワクチンライブではアクロバット飛行のパフォーマーとして会場を盛り上げる。機体にはフォールド波を増幅するフォールドクォーツや、小型飛行体マルチドローンプレートといったサポート用の特殊装備を搭載しており、エアショーではフォールド波を増強するスモークを散布する。ワルキューレ自身もマルチドローンプレートを遠隔操作し、ライブの演出装置としたり、銃弾を防ぐバリアを展開したりする。
フォールドクォーツおよびそれを用いたシステムと歌い手たちの歌に宿った生体フォールド波がシンクロした場合にのみ、通常のフォールドウェーブシステムを超えたシステムを起動させることが可能となる。歌い手がウィンダミア人の場合ただでさえ短命にもかかわらず寿命を大幅に減らすこととなり、VFでの起動の場合レセプターがあっても強制的にヴァール化を誘発・悪化させる。

## メンバー詳細
所属メンバーの詳細なプロフィールや設定、物語上の位置づけなどについて述べる。以下はとくに記述がない場合テレビ版『マクロスΔ』のものである。『劇場版マクロスΔ』における変更点や位置づけについては同項目の「登場人物」節を参照。

### 物語開始後のメンバー
美雲・ギンヌメール（みくも ギンヌメール / Mikumo Guynemer）
声 - 小清水亜美 / 歌 - JUNNA
ワルキューレのエースボーカル。身長165cm。年齢や素性・経歴の一切が不明とされるミステリアスな美女。コンサート時の決め台詞は「歌は神秘」。
歌声に含まれる生体フォールド波の力はメンバー随一。常人離れした身体能力をもっており、メンバーで唯一、飛行中のVFの上に設置したワイヤーを掴んで立つことができ、そのままヴァール化した相手の機体にとり付いて直接歌を聴かせたり、一切の装備なしで惑星ラグナの海中深く潜ったりする。
公私ともに単独行動をとることが多く、パーティなどの場にもめったに姿を見せない。プライベートではひとり全裸で瞑想に耽る様子も描かれる。
フレイアを初対面時より高く評価し、ワルキューレ加入後は厳しい言葉をかけることが多いが、フレイア自身が「自分が歌う意味」を深く考えるようになるにつれ、期待と信頼をあらわにすることが増える。
任務中にプロトカルチャーの遺跡群と交感し、そこを経由して互いの存在を認識することとなったウィンダミアの「風の歌い手」ハインツ・ネーリッヒ・ウィンダミアにも興味を示す。
その正体は、ヴァールに対抗するため生み出された「星の歌い手」のクローンであり、フォールドレセプターも人為的に植えつけられたもの。ウィンダミア王国の地下神殿で新統合軍の特務諜報員ライト・インメルマン少佐によって発見され、レディ・Mの手に渡った細胞片から生み出されたとされる。2064年8月17日に完成したあと、翌年オーディションを受けずワルキューレに加入したため、それ以前の過去を持たず、当初は自身がクローンである事実も知らなかった。歌えさえすれば自身の過去や素性には興味がなく、真相を知ったあとも変わらない態度をとるが、一方で、そうした歌への思いも作られたものであるかもしれないと口にする。
惑星ウィンダミアⅣ潜入時に、自身の正体を知るウィンダミア王国宰相ロイド・ブレームの手に落ちる。神官の家系にあるロイドや王家のハインツによって「ルダンジャール・ロム・マヤン（真なる王の名の下に）」という言葉を唱えられると自由を奪われ、身体じゅうに模様が浮かび上がり、聞いた者の意識をデルタ波レベルで同調させる「星の歌」と呼ばれる歌を歌う。
ロイドによって全銀河に住む人類種の意識を同調させるための道具として利用されるが、ワルキューレの歌と呼び掛けによって仲間たちとともに歌いたいという思いを告白することで支配を打ち破り、Δ小隊によって救出される。

フレイア・ヴィオン (Freyja Wion)
声 - 鈴木みのり
ワルキューレの新メンバー。2052年11月3日生まれ。14歳。物語中で誕生日を迎え15歳となる。身長154cm。ウィンダミア王国出身のウィンダミア人で、天真爛漫な性格と大胆な行動力の持ち主。コンサート時の決め台詞は「歌は元気」。
ウィンダミアの田舎の農村レイヴングラス村出身で口調に訛りがあり、「ごりごり」が口癖。笑い方も特徴的で、ハヤテ・インメルマンには当初「気持ち悪い」と評される。ウィンダミア人特有の高い身体能力を持つが、ダンスは苦手。好物は地元特産のウィンダミアアップル。
幼少期、ウィンダミアを訪れた地球人からもらった携帯音楽端末から流れるリン・ミンメイ、Fire Bomber、シェリル・ノーム、ランカ・リーらの歌声に魅了される。憧れのワルキューレの新メンバーオーディションに参加するため故郷を離れて貨物船に密航するが、行き先を間違え、惑星アル・シャハルでハヤテと出会う。ヴァール暴動の際にワルキューレとともに歌ったことで資質を見い出され、ハヤテに惑星ラグナに連れてきてもらい、オーディションを経て正式メンバーに選ばれる。ウィンダミア王国の宣戦布告によりスパイの嫌疑をかけられる一方、母国の空中騎士団に「裏切り者」と謗られるが、「銀河中のみんなを幸せにするために歌う」という自分なりの答えを見い出し、ワルキューレに留まる決意をする。歌の力は不安定だが、気持ちが昂るとルンが光り輝く「ルンピカ」状態になり、「風の歌い手」に拮抗するほどのフォールド波を発出する。
ハヤテとは互いを励ましあう関係となるが、惑星ヴォルドールでの戦闘時にフォールドレセプターの共鳴を経験してから、存在が気になりはじめる。ウィンダミア人の人生の折り返し地点にあたる15歳の誕生日の晩、ハヤテがプレゼントした人工雪に感動し、本来見つめられるのも触られるのも恥ずかしいはずのルンを触られても意に介さずにハヤテを見つめ続けるほど、大きく気持ちを通わせる。
フォールドレセプターの共鳴がハヤテの暴走を招く可能性が浮上してからは、歌うことに迷いを抱くようになり、惑星ウィンダミアⅣ突入作戦では、その迷いが原因でフォールド波が不安定になるが、ハヤテやミラージュ・ファリーナ・ジーナス、ワルキューレメンバーの激励により迷いを振り切る。
惑星ウィンダミアⅣでの戦術ライブを経て、右手甲部にウィンダミア人特有の老化の徴候が現れ、最初に気付いたミラージュ以外に悟られないよう右手に包帯を巻いて隠す。一方で、ハヤテのもとに送られてきた写真を見て、かつて自分に携帯音楽端末を贈ったのがハヤテの父ライトであったことを知る。
ラグナでの最終決戦では、強制的に「星の歌」を歌わされる美雲を救うために歌うが、その最中でハヤテから思いを告白されたことに対し、自身の老化を悟られたくないために口ごもる。しかし、ミラージュから発破を掛けられるかたちで、ハヤテが好きであることを打ち明ける。

カナメ・バッカニア (Kaname Buccaneer)
声 - 安野希世乃
ワルキューレのリーダー。2044年6月8日生まれ。22歳。身長168cm。惑星ディバイド出身。ほかのメンバーを見守るしっかり者の姉のような存在で、Δ小隊との共同作戦のマネージメントも行う。コンサート時の決め台詞は「歌は生命（）」。
銀河じゅうに歌声を響かせるアーティストを目指したあと、アイドルとしてソロデビューしたが売れずに引退。ケイオスの音楽部門にマネージャーとして就職したが、フォールドレセプターの数値が条件を満たしていたためワルキューレの創設メンバーとなった。以前はエースボーカルだったが、美雲の加入後は歌よりもリーダーとしての才能を自覚し、縁の下の力持ち的な存在としてユニットの成長に尽くしている。
Δ小隊のアラド・メルダース隊長とは職務上関わりが多く、マキナやレイナにはアラドに恋愛感情を抱いていると認識されている。Δ小隊のエース、メッサー・イーレフェルトには、その死の前日、かつて自分がエースだったころの歌に救われていたことを告げられ、自身の歌声を大切に思う人がいることを知ってその心に残し、美雲やフレイアにも負けないくらいに強く歌い続けることを誓う。

レイナ・プラウラー (Reina Prowler)
声 - 東山奈央
ワルキューレの電子作戦担当。2051年7月23日生まれ。15歳。身長147cm。耳がとがっており、種族はゾラ人とされる。凄腕のハッカーという一面を持ち、寡黙で感情表現に乏しいが、毒舌家でもある。コンサート時の決め台詞は「歌は愛」。マキナとは姉妹のように仲が良く、プライベートでは一緒に生活するほどの間柄。好物はバレッタクラゲで、生で丸呑みにすることを好む。
過去にケイオスのネットワークにハッキングして捕まり、その腕を買われて諜報部サイバー部門で働いていたが、カナメとともにレセプター適性を認められてワルキューレの創設メンバーとなった。もともと歌やアイドルには興味がなく、かつてはメンバーのなかでも浮いた存在だった。マキナとは喧嘩ばかりしていたが、自分たちの歌が効果を示し人々の声援を受けたころから心境に変化が生じ、のちに加入した美雲の歌声を聴いてマキナと感動を分かち合う。
ウィンダミアから帰還したあと、VF-22（ライト機）からマキナが発見したボイスレコーダーのデータをサルベージし、ウィンダミア第一次独立戦争における次元兵器投下の真実を明らかにする。

マキナ・中島（マキナ なかじま / Makina Nakajima）
声 - 西田望見
ワルキューレのメカニック担当。2049年4月19日生まれ。18歳。身長159cm。髪はピンク色のツインテールで、ふわふわとした雰囲気を醸し出しているが、見た目からはわからない芯の強さをもち、仲間を思う気持ちも強い。メンバー随一の豊満なバストを持ち、それを際立たせるような露出の多い衣装を好み、ファンを魅了している。仲間やメカに可愛らしいあだ名をつける癖がある。コンサート時の決め台詞は「歌は希望」。
祖父の代よりメカニックという家系に生まれ育ち、マクロス・エリシオンの整備員たちに「マキナ姐さん」と慕われるほどの整備技能を持つ。もともとアイドル好きでもあり、メカニックとアイドルの両方の夢をかなえられるという理由からオーディションを受け、リディ・ル・グローン、クレア・パドル（後述）と一緒に合格した。歌が効果を示さず、現実の厳しさに挫けそうになった時期もあったが、当初着用していた戦闘服ではなくアイドル風の衣装をまとうことを考案し、ワルキューレの起死回生のきっかけを作る。
惑星ウィンダミアⅣでの戦術ライブ中に、狙撃されそうになっていたフレイアをかばって左腰背部を撃たれ重傷を負うものの、一命を取り留め、惑星ラグナにおける最後の作戦に無理を押して参加する。

### 元メンバー
第1回オーディションでマキナと同時に合格し、美雲やフレイアが加入する前に所属していた初期メンバー。
リディ・ル・グローン
声 - 菊地瞳
ラグナ人の少女。2064年にマキナやクレアとともにオーディションに合格したが、デビュー前の厳しい訓練やレッスンに付いていけず脱退した。
クレア・パドル
声 - 日笠陽子
金髪の少女。マキナやリディとともにオーディションに合格し、デビューメンバーのひとりとなる。イメージカラーは水色（ ）。ユニットの下積み時代を支えたが、過酷な環境に耐えられなくなり脱退した。その後はケイオス地球支部の広報担当で働き、ワルキューレの活動を陰ながら応援している。

## 制作

### コンセプト
「マクロスシリーズ」制作の中心的人物である河森正治は、シリーズ前作『マクロスF』の制作中から、次回作の歌手はユニットにするという構想をもっていた。これは近年のアイドルユニットアニメの盛況とは関係なく、女性歌手2人（ランカ・リーとシェリル・ノーム）が登場した『マクロスF』と被らないためであり、シリーズ過去作ではまだユニットものに挑戦していないという理由もあった。また、『AKB0048』（2012 - 2013年放送）において、リアルタイムで活動するAKB48を間近で取材できた経験も大きいという。AKB48選抜総選挙の順位発表会の異様な緊張感を体感したことが、ワルキューレの「戦場に出る覚悟」という部分につながっている。『AKB0048』は主要メンバーだけで17人（研究生9名+襲名メンバー8人）という大所帯だったので、今回は人数を検討した結果5人編成になった。
企画初期段階の作品名は『マクロスWalküre（仮）』、ハヤテが所属する特務可変戦技部隊の名が「Walküre」、フレイアが所属する神出鬼没のアイドルユニットの名が「ホットアップルズ」だった。作品の方向性は『マクロスプラス』に近く、空中戦技競技会で腕を競うパイロットチームを音楽ユニットが支援し、歌の力で選手の能力がブーストされるという話がメインだった。その後、敵対勢力としてウィンダミアを設定し、シリアスな戦闘ものにシフトしていく中で歌と歌い手の役割も変わっていった。「マクロスシリーズ」の場合、「歌が戦いを終息させる」ことが視聴者に知られているので、今回は発想を変えて「歌が効くこと」を前提とし、生物が凶暴化する奇病に歌で対抗する音楽ユニットという設定が生まれた。歌の意義や凄さを明確化するため、作中では「戦術音楽ユニット」という呼称を用いて、「アイドルではない」ことを示している。

### 設定・デザイン・作画ほか
「ワルキューレ」を英語読みした「バルキリー」は「マクロスシリーズ」の初代主力可変戦闘機VF-1の愛称であり、可変戦闘機全体の通称でもある。『マクロスΔ』ではワルキューレの他に「ジークフリード」「フレイア」「カイロス」「エリシオン」といった北欧神話やギリシア神話由来の名称が使われている。
ワルキューレのキャラクター原案はCAPCOM所属の実田千聖が担当し、総作画監督のまじろがアニメーション用キャラクターデザインを行った（2名とも女性スタッフ）。実田はゲーム『エクストルーパーズ』（2012年）のキャラクターデザインを手がけており、そのPVをサテライトが制作したことが縁で本作に参加することになった。ワルキューレのロゴは美術デザイン担当のロマン・トマが手がけ、『マクロスF』のキャラクターデザインを担当した江端里沙がステージ衣装デザインに協力している。
作画面では、ワルキューレの変身シーン、ダンスや技術的に難易度の高いカットはメインアニメーターの中山竜が担当している。河森総監督はダンスのフォーメーションや立体的なカメラワークを手描きとCGのハイブリッドで描くつもりだったが、メカアクションのCG制作の負荷が大きいため、テレビシリーズでは断念した。劇場版『激情のワルキューレ』では「チェンジ!!!!!」、『絶対LIVE!!!!!!』では「唇の凍傷」のライブシーンがフル3DCGで制作された。劇中の振り付けMV、ライブは基本的に武田舞香が担当。1st，2ndライブのみ能登有沙が監修している。
美雲やハインツII世が歌うウィンダミア語の歌詞は、河森が作った対訳表をもとに窪田ミナが作詞した。表にない場合は窪田がラテン語やエスペラント語、東欧やケルトの言葉を参考にして新しい単語を作った。

### キャスト・ボーカル
ヒロインのフレイア・ヴィオンは、『マクロスF』のランカ・リー（中島愛）やゲーム『マクロス30 銀河を繋ぐ歌声』のミーナ・フォルテ（千菅春香）と同じく、一般公募のオーディションで選ばれた新人が声と歌を担当する。今回は2014年末に告知された「歌姫オーディション」に応募した約8,000人の中から、18歳の鈴木みのりがフレイア役を射止めた。
エースボーカルの美雲・ギンヌメールは、『マクロス7』の熱気バサラ（声 - 林延年 / 歌 - 福山芳樹）やミレーヌ・ジーナス（声 - 桜井智 / 歌 - チエ・カジウラ）、『マクロスF』のシェリル・ノーム（声 - 遠藤綾 / 歌 - May'n）と同じく、声優と歌手がそれぞれ声と歌のパートを分担する。美雲の声は小清水亜美が担当し、歌は新人のJUNNAが担当。美雲の圧倒的な歌を歌いこなせる人材探しは難航したが、ビクターエンタテインメント関連の音楽オーディションに応募していたJUNNAに声が掛かり、「マクロスシリーズ」最年少の歌姫に抜擢された（レコーディング時は14歳）。
他の3人は現役声優のオーディションを同時に行い、カナメ・バッカニア（安野希世乃）、マキナ・中島（西田望見）、レイナ・プラウラー（東山奈央）の順に決定した。カナメ役は候補者の中から適任者が見つからず、美雲役のオーディションを受けに来ていた安野が帰り際に呼び止められ、15分間でカナメの台詞と課題曲を覚えて審査を受け直し、合格したという巡り合わせがある。JUNNA以外の4人は学生の頃『マクロスF』を観て楽しんだ経験があり、8年後の『マクロスΔ』に演者として参加することになった。
- 鈴木は小学生の頃からランカ・リーが好きで、放課後友人に「星間飛行」の振り付けを教えていた[47]。
- 安野は声優養成所時代に『マクロスF』の歌姫オーディションに応募したことがある[48]。2次か3次審査で落選したが、合格者の中島愛が同い年だったので応援していた[49]。
- 東山はシェリル派で、高校の合唱部の友達とカラオケに行くと、締めに必ず「ライオン」をデュエットしていた[50]。デビュー作『神のみぞ知るセカイ』のオーディションでは「アナタノオト」を歌った[51]。
- 西田は父親が『超時空要塞マクロス』を観ていたことからシリーズ全体にも興味を持ち、中でも『マクロス7』が好きだという[52][53]。

年齢もキャリアも異なる5人だったが、メインボーカルを張る新人ふたりを年長の3人がサポートし、安野が癒し系のリーダー、東山がプロ意識のお手本、西田が周りを笑顔にするムードメーカーとしてユニットの絆を深めていった。

### 音楽面
「マクロスシリーズ」の音楽は、旧ビクター時代から佐々木史朗プロデューサー（現フライングドック社長）が担当してきたが、『マクロスΔ』では「ARIAシリーズ」などを手がけた福田正夫プロデューサーにバトンタッチした。マクロス初担当の福田が目標としたのは、「愛・おぼえていますか」（1984年）のように世代を超えて長く愛される「耐久性」と、飽きずに何度でも聞きたくなるような「中毒性」であった。そこで、J-POPという呼び名が生まれる前の昭和期の歌謡曲に着目し、歌詞・メロディのなりふり構わない「ベタベタ感」や「引きの強さ」が一周回って新しい（上の世代には懐かしく、若者には新鮮に聞こえる）のではないかと考えた。
『マクロスF』では菅野よう子が音楽面の全てを担ったのに対し、本作ではチーム体制でさまざまな作詞・作曲家が参加している。福田は「5人組アイドルユニットとバックで踊るバルキリー」というイメージを河森から聞いたとき、1990年代末に活躍したダンスグループFolderを連想し、Folderをプロデュースしたコモリタミノルに美雲曲の「いけないボーダライン」とフレイア曲の「ルンがピカッと光ったら」を依頼した。また、キャッチーなコモリタとは別ラインで、王道感のある松本良喜に「AXIA〜ダイスキでダイキライ〜」、キラキラ感のある姉田ウ夢ヤに「恋! ハレイション THE WAR」「不確定性☆COSMIC MOVEMENT」「ジリティック♡BEGINNER」を依頼し、これら6曲を河森総監督らに聴かせると、曲調は別々でも全て良いという反応を得たため、歌謡曲路線を押さえながらオファーの範囲を広げていった。また、「戦闘シーンのバックに使える曲」というオーダーから「一度だけの恋なら」「僕らの戦場」「Walküre Attack!」などの楽曲が生まれた。ファーストアルバムでは王道な歌謡感をコンセプトにしつつ、セカンドアルバムではクラブ系（TeddyLoid・Rusmus Faber）やアキシブ系（北川勝利）にも声を掛けている。昭和を知らない世代のクリエイターが参加することで、彼らのイメージする「1980年代の歌謡曲」が、新しい感覚としてワルキューレの音楽に取り入れられている。
通常のアイドルユニットは全員平等に声を揃えてユニゾンで歌うことが多いが、ワルキューレは「メインボーカル2人（美雲、フレイア）とバックボーカル3人（カナメ、レイナ、マキナ）に序列をつける」というコンセプトがあった。バックの3人は簡単なコーラス程度しか想定されていなかったが、レコーディング中に声優たちの歌唱力が予想を上回っていたため、ポジションをある程度平等にした本格的な5声コーラスユニットへと方向転換し、5人全員でメインボーカルとコーラスをシームレスに切り替えるスタイルへ移行した（ターニングポイントとなったのは後期OP主題歌「絶対零度θノヴァティック」だった）。福田は「コーラスで聞かせる史上初の声優ユニットが理想」と述べ、「正気の沙汰ではない」ような複雑なコーラスワークを録音している。
河森はボーカルのタイプについて、鈴木は「新人で明るく感情豊か」、JUNNAは「パワフルで煽情的」、安野は「包容力と芯の強さ」、東山は「ギークなハッカーらしさ」、西田は「チャーミングなアイドル感」と述べている。福田はメインボーカルのふたりの声質がまったく違うことで、ハードな曲は美雲（JUNNA）、ポップな曲はフレイア（鈴木）という明確な使いわけができることが魅力だと述べている。カナメ（安野）はメインボーカルを下ハモで支えられる声質で、音楽制作スタッフから「ハモリ職人」「扇のカナメ」と頼りにされている。レイナ（東山）は無表情なウィスパーボイス、マキナ（西田）はコーラスに混ぜてもひとり目立つ声質という個性があり、結果論として、5人の歌声がそれぞれ全然違うことが、ワルキューレの魅力になっていると福田は考えている。
ライブでは振り付けやフォーメーションが加わるため、歌い分けを簡略化する予定だったが、「CDと同じレベルのことを生のパフォーマンスでも再現したい」というメンバーの希望を取り入れ、生歌でコーラスを聴かせている。個別にレコーディングを行っているので、ライブの練習で5人揃って声を合わせてみると、メンバーごとに全然違うハモリを歌っていることに気付かされることもある。ただし、リハーサルでは歌の練習はほとんどなく、8割は振り付けやフォーメーションの練習に費やしている。はじめは踊るユニットという話はなく、オーディションでは「ツーステップは踏める?」と聞かれたくらいだったが、5声コーラスに激しいダンスと細かなポジションチェンジを交える独自のスタイルへと進化し、ハードルが上がり続けていった。最初の頃は鈴木と安野はダンスに苦手意識があり、西田は「歩き方を直す」ところからスタートし、歌とダンスの経験が豊富な東山がアドバイスしてメンバーを引っ張っていた。
アニメ本編の作中歌はCD音源とは担当パートが違っていたり、演出に合わせてテンポが変化したりする。アフレコスタジオで声優がキャラクターの芝居を演じたあと、その場で感情を入れて歌を録り直すこともある。アフレコに参加しないJUNNAはレコーディングブースにモニターを持ち込み、映像を観ながら収録した。

## 現実における活動

### 活動概要
2015年にワルキューレの声優・歌手メンバー選考とレコーディングが始まり、2016年のテレビアニメ本編放送にあわせて楽曲リリース、イベント出演、ライブ活動などを行った。放送終了後の活動予定は決まっていなかったが、最後のステージという気持ちで臨んだ2017年の2ndライブのパフォーマンスが河森監督や関係者の心を動かし、劇場版製作とワルキューレの活動継続へつながることになった。その後は日本ゴールドディスク大賞（アニメーションアルバム部門）受賞、オリコンチャート1位獲得、声優アワード（歌唱賞）受賞、幕張メッセ2年連続公演などを実現し、2023年のライブツアー『Last Mission』終了をもって、ユニット単独での音楽活動は休止となった。
また、メンバー5人はそれぞれソロアーティストとしてもワルキューレと同レーベルのフライングドッグからデビューし、ワルキューレの作詞家・作曲家たちから楽曲提供を受けている。安野と東山は2022年に「ぽかぽかイオン」というコーラスデュオを結成している。
福田プロデューサーは「ワルキューレは『マクロスΔ』から生まれたユニットなので、作品が終わればその役割を果たす」「アニメ本編と関係なしに単体で活動することは考えていない」という趣旨の発言をしている。2021年の劇場版後編『絶対LIVE!!!!!!』をもって物語が完結した時点で、『Walküre Reborn!』がおそらく最後のアルバムになり、今後新曲をリリースする可能性は極めて低い、と述べている。ただし、マクロス クロスオーバーライブのように節目節目で歴代歌姫たちのライブが行われているので、「ソロを含め様々な活動を経てパワーアップしたワルキューレの姿を楽しみにしていてください」と語っている。

### トピック

#### デビューまで
2014年10月19日、『マクロス7』20周年記念ライブ「FIRE BOMBER 2014 LIVE～BASARA EXPLOSION～」会場で、「マクロスシリーズ」の新作『マクロスΔ（仮）』制作と新歌姫オーディション開催を発表。12月1日よりオーディション募集を開始した。
2015年4月26日、歌姫オーディション最終審査で鈴木みのりが合格。7月5日、美雲の歌担当オーディション最終審査でJUNNAが合格。9月、声優対象のオーディションでカナメ役に安野希世乃、レイナ役に東山奈央、マキナ役に西田望見が選ばれた。
2015年10月29日、『マクロスΔ』超時空制作発表会（秋葉原UDX）で、5人組ユニット「ワルキューレ」の情報が解禁され、フレイア役の鈴木が初登場。12月31日、『マクロスΔ』第1話が先行放送されたが、鈴木以外のメンバーはまだ公開されなかった（エンドロールではキャスト名をラグナ文字で表記）。放送終了後、「いけないボーダライン」を配信シングルとして先行リリース。
2016年3月10日、主要キャラクターのキャストを解禁。3月21日、「マクロスΔ放送直前ルンピカ上映会」（TOHOシネマズ新宿）で、美雲の歌担当がJUNNAであることが発表された。

#### 2016年
2016年5月11日、デビューシングル「一度だけの恋なら/ルンがピカッと光ったら」をリリースし、オリコンデイリーチャート最高2位、ウィークリーチャート最高3位を獲得。ラゾーナ川崎プラザで行われたリリース記念無料ミニライブには約1万人を動員した。メンバーは5月18日の『めざましテレビ』の音楽コーナーにゲスト出演し、「デビュー曲が宇多田ヒカルを抑えて配信ランキング1位を獲得した」と紹介された。
『マクロスΔ』の前期オープニングテーマ「一度だけの恋なら」は、「マクロスシリーズ」としては初めて歌い手が出演するプロモーションビデオ（PV）が制作された。YouTubeにおける公式動画は再生回数が2,100万回を超えた（2023年6月時点）。
7月6日、ファーストアルバム『Walküre Attack!』をリリースし、オリコンデイリーチャート最高1位、ウィークリーチャート最高2位を獲得。8月10日、セカンドシングル「絶対零度Θノヴァティック/破滅の純情」をリリースし、オリコンデイリーチャート最高2位、ウィークリーチャート最高6位を獲得。9月28日、セカンドアルバム『Walküre Trap!』をリリースし、オリコンデイリーチャート最高3位、ウィークリーチャート最高3位を記録した。アルバムは2作品ともゴールドディスク認定され、『Walküre Attack!』は第31回日本ゴールドディスク大賞において「アニメーション・アルバム・オブ・ザ・イヤー」を受賞した。
8月・9月には大阪・名古屋・東京のZeppを廻るライブツアー『SANKYO presents マクロスΔ 戦術音楽ユニット"ワルキューレ" 1st LIVE in Zepp Walküre Attack!』を行った。

#### 2017年
2017年1月25日にレアトラックアルバム『ワルキューレがとまらない』をリリース。1月28日・29日には「SANKYO presents マクロスΔ 戦術音楽ユニット"ワルキューレ" 2nd LIVE in 横浜アリーナ『ワルキューレがとまらない』」を開催し、2日間で2万2千人を動員した。29日の公演には美雲（声）役の小清水亜美とクレア役の日笠陽子がゲスト出演した。
6月・7月には鈴木とJUNNAがロサンゼルス（アニメ・エキスポ）と上海で行われた「Anisong World Matsuri」に出演。8月6日には日本最大級の野外フェス「ROCK IN JAPAN FESTIVAL 2017」に出演した。
10月9日、ラゾーナ川崎プラザのイベントで、劇場版のタイトルが『劇場版マクロスΔ 激情のワルキューレ』であること、翌年2月に横浜アリーナで3rdライブを開催することを発表した。

#### 2018年
「激情のワルキューレ」公開にあわせて2018年2月14日にサードシングル『ワルキューレは裏切らない』をリリース。2月24日・25日に横浜アリーナで「SANKYO presents 『マクロスΔ』戦術音楽ユニット"ワルキューレ" 3rd LIVE 『ワルキューレは裏切らない』 at 横浜アリーナ」を行い、日本各地・香港・台湾・韓国の映画館でライブビューイングが催された。
9月23日に豊洲PITで「扇情のプレミアムライブイベント」を行い、完全新作の劇場版2作目の製作を発表した。

#### 2019年
2019年2月2日にフライングドッグ10周年記念ライブ「犬フェス!」に出演。6月1日・2日にマクロスシリーズのメモリアルライブ「MACROSS CROSSOVER LIVE 2019」に出演し、劇場版2作目のタイトル『劇場版マクロスΔ 絶対LIVE!!!!!!』を発表した。10月5日・6日開催の「犬フェス2!」には5人ともソロとして参加した。
3月1日には、「いけないボーダーライン」が平成アニソン大賞キャラクターソング賞（2010年 - 2019年）に選出された。

#### 2020年
2020年5月27日に『劇場版マクロスΔ 絶対LIVE!!!!!!』のイメージソングとして4thシングル「未来はオンナのためにある」をリリース。オリコンデイリーチャート5日間連続1位（5月26日-30日）、6月8日付のウィークリーチャートで自身初の1位を記録した。38年におよぶマクロスシリーズの歴代音楽タイトルの中でも初のオリコンウィークリー1位獲得となる。また、Billboard Japan Top Single Salesでも自身初のウィークリー1位を獲得した。
7月から8月にかけて2度目のライブツアー「SANKYO presents ワルキューレ LIVE TOUR 2020 〜ワルキューレはあきらめない〜」を開催し、全国5都市のZeppをまわる予定だったが、新型コロナウイルス感染症 (COVID-19) の流行により開催延期となり、12月から翌年1月にかけて改めて開催することになった。また、延期前の最終公演予定地だった8月22日Zepp東京で無観客ライブを収録し、「SANKYO presents #エアワルキューレ プレミアム LIVE TOUR 2020 〜ワルキューレはあきらめない〜」と題して10月3日にSHOWROOMで有料配信した。
12月に開催された「オシャレマクロスΔ 聖夜のワルキューレ@ KYOTO TOWER」の関連イベントとして、京都タワーがワルキューレのメンバーカラー5色にライトアップされた。

#### 2021年
2021年3月6日、第15回声優アワードで歌唱賞を受賞した。
7月22日、メンバーの西田望見が31歳の誕生日に結婚を発表した。
9月28日、2016年の1stライブ（Zepp東京）のスペシャル編集版を収録した『マクロスΔ Blu-ray Box Walküre Edition』を発売。
10月8日、劇場版後編『劇場版マクロスΔ 絶対LIVE!!!!!!』が公開され、10月13日に主題歌・挿入歌などを収録した3rdフルアルバム『Walkure Reborn!』をリリース。発売前日の12日、『めざましテレビ』のエンタメコーナーにゲスト出演し、5年ぶりのニューアルバムの情報や翌年の幕張メッセライブへの抱負を語った。

#### 2022年
2022年4月9日・10日、幕張メッセ国際展示場4-6ホールで「ワルキューレ LIVE 2022 〜Walküre Reborn!〜」を開催し、2日間で約38,000人を動員した。同会場では『MACROSS CROSSOVER LIVE』を2度開催しているが、アーティストの単独公演はマクロスシリーズ初となる。出産のため年頭より休業していた西田望見がこのライブで復帰した。
4月6日に発売された『マクロスF』のシェリル・ランカとのコラボアルバム『デカルチャー!!ミクスチャー!!!!!』が、4月18日付のオリコン週間アルバムランキングで1位を獲得した。

#### 2023年
2023年5月17日、最後の作品として4枚組50曲収録のライブベストアルバム『Absolute LIVE!!!!!』をリリース。これまでのパッケージデザインは全てアニメキャラクターの絵柄だったが、初めてアーティストの撮り下ろし写真が使用された。

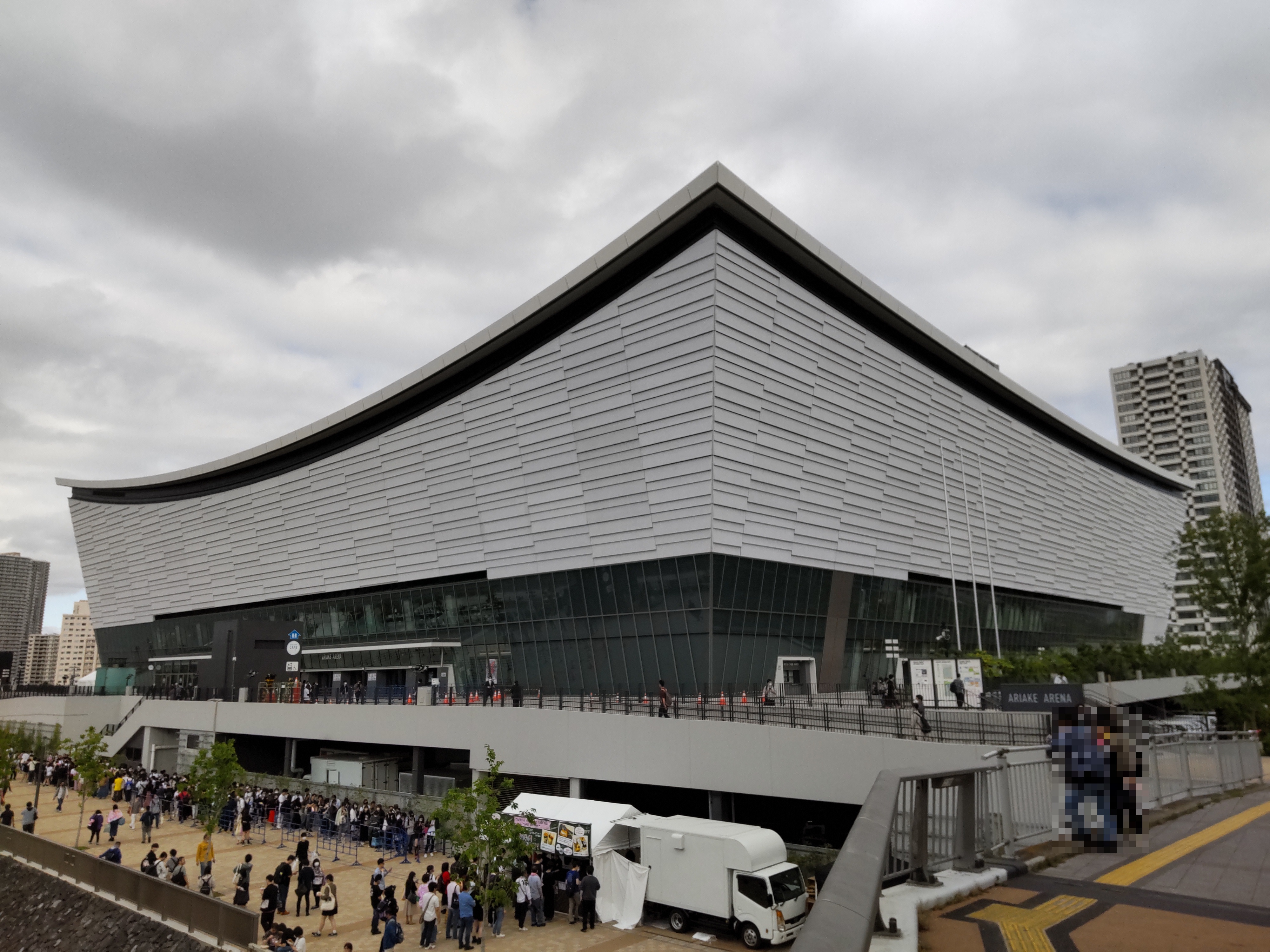
「ワルキューレ FINAL LIVE TOUR 2023 〜Last Mission〜 DAY1」当日の有明アリーナ（2023年5月20日）

2023年5月20日から6月4日にかけて、単独公演としてはラストライブとなる「ワルキューレ FINAL LIVE TOUR 2023 〜Last Mission〜」を開催。東京（有明アリーナ）・大阪（丸善インテックアリーナ大阪）・千葉（幕張メッセ国際展示場1-3ホール）で3週連続6公演を行い、のべ約74,000人を動員した。持ち歌のほぼ全曲を歌い切り、ユニット結成から8年におよぶ活動に一区切りをつけた。最終日となる6月4日幕張公演でのライブビューイングは、日本各地の映画館の他にアジア（香港・台湾・韓国・タイ・シンガポール）やアメリカ、ヨーロッパにも範囲を拡げて行われた。

#### 「Last Mission」終了後
2023年12月から2024年4月にかけては、ワルキューレの約7年間の活動をライブ衣装で振り返る「マクロスΔ ワルキューレ衣装展 -Live costume archives-」が東京、西宮、名古屋、仙台、福岡の日本全国5会場で順次開催された。
2024年6月5日、「ワルキューレ FINAL LIVE TOUR 2023 〜Last Mission〜」で歌われた楽曲を収録したアンコールアルバム『W encore』が発売された。
2024年6月7日から6月29日にかけて、上記アンコールアルバム発売を記念し、東京都のSHIBUYA TSUTAYAで「マクロスΔ ワルキューレ衣装展 encore -Live costume archives-」が開催された 。

### 出演・公演

#### 出演番組
ラジオ番組
- マクロスΔ ゴリゴリラジオしちゃるかんねっ！（2016年4月2日 - 12月24日 文化放送 毎週日曜3時30分） - 鈴木・西田がパーソナリティーとしてレギュラー出演。

インターネット番組
- マクロスがとまらない（2017年1月6日 - SHOWROOM 隔週金曜日22時 2020年4月9日から木曜に移動） - 鈴木・東山がMCとしてレギュラー出演。
- マクロスモデラーズ（2017年1月13日 - SHOWROOM 隔週金曜日22時 2020年4月2日から木曜に移動） - 西田が二代目女性MCとしてレギュラー出演。

テレビ番組
- NAOMIの部屋（2016年10月22日放送回、NHK総合テレビジョン） - ゲスト出演。
- SONGS OF TOKYO Festival 2020（2020年10月31日、NHKワールドJAPAN / 2021年1月3日、NHK総合テレビジョン） - ゲスト出演。

#### 参加イベント・ライブ
2015年
- 10月29日 マクロスΔ（デルタ）超時空製作発表会（秋葉原UDXギャラリー） - 鈴木が出演。

2016年
- 3月21日 ルンピカ上映会〜1&2話ゴリゴリ見せちゃるかんね〜（TOHOシネマズ新宿） - JUNNA・鈴木が出演。
- 3月26日 AnimeJapan 2016 『マクロスΔ』放送直前! 「マクロス」ゼントラ盛りトークショー（東京ビッグサイト REDステージ） - 鈴木が出演。
- 5月14日 歌は神秘! "ワルキューレ" ワクチンミニライブ@ラゾーナ川崎プラザ（ラゾーナ川崎プラザ ルーファー広場） - JUNNA・鈴木が出演。
- 7月24日 ワンダーフェスティバル 2016[夏] （幕張メッセ） - JUNNA・鈴木が出演。
- 7月31日 CBCラジオ 夏祭り2016（栄久屋大通公園 久屋広場） - JUNNA・鈴木が出演。
- 8月13日・20日、9月9日 2ndシングル発売記念イベント『ワクチンライブ直前！ワルキューレに“Ｗ”サインでエールを送ろう！』を開催（8/13 神戸ハーバーランド、8/20 名古屋ナディアパーク、9/9 池袋サンシャインシティ） - 鈴木・JUNNNA・安野・東山・西田が出演
- 9月22日 プロ野球セントラル・リーグ 横浜×ヤクルト戦 始球式（横浜スタジアム） - 雨天中止。
- 10月30日 めざましテレビ presents T-SPOOK TOKYO HALLOWEEN PARTY ハロウィーンパレードスペシャルライブ（お台場特設会場）

2017年
- 3月30日 dアニメストア スペシャルイベント『マクロスΔ』トーク＆ミニライブ「覚悟するんよっ！」（タワーレコード渋谷店 B1F CUTUP STUDIO） - 鈴木、JUNNA（シークレットゲスト）が出演。
- 6月30日 Anisong World Matsuri at Anime Expo 2017 〜Japan Kawaii Live〜（ロサンゼルス マイクロソフトシアター） - JUNNA、鈴木が出演。
- 7月22日 BILIBILI MACRO LINK -STAR PHASE×Anisong World Matsuri（上海市メルセデス・ベンツアリーナ） - JUNNA、鈴木が出演。
- 8月5日 ROCK IN JAPAN FESTIVAL 2017 DAY2（国営ひたち海浜公園 BUZZ STAGE）
- 10月9日 瞬間完全燃焼!『劇場版マクロスΔ』発表イベント! （ラゾーナ川崎プラザ ルーファー広場）
- 12月19日 マクロス35周年記念『マクロスΔ』クリスマスミニライブ at 東京スカイツリー（東京スカイツリー 天望デッキ） - JUNNA、鈴木が出演。

2018年
- 5月13日 アニュータライブ2018「あにゅパ!!」（幕張メッセイベントホール）
- 9月23日 Blu-ray & DVD購入者限定ワルキューレ「扇情のプレミアムライブイベント」at 豊洲PIT（豊洲PIT）

2019年
- 2月2日 フライングドッグ10周年記念LIVE―犬フェス！―（武蔵野の森総合スポーツプラザ メインアリーナ）
- 6月1日 - 2日 MACROSS CROSSOVER LIVE 2019 at 幕張メッセ（幕張メッセ展示ホール 1-3）

2020年
- 2月14日 『マクロスがとまらない』3周年記念、初の公開ライブ配信（TOHOシネマズ 六本木ヒルズ） - 鈴木・東山・西田・JUNNAが出演。
- 4月26日 新曲お披露目フリーイベント（阪急西宮ガーデンズ スカイガーデン・木の葉ステージ） - 新型コロナウイルス感染症の流行により中止。

2021年
- 11月20日 Youtube公式マクロスch「マクロス進宙式典 2021」 - JUNNA、鈴木が出演。

2023年
- 2月18日 マクロス40周年がとまらない 〜マクロスΔ / ワルキューレを一緒に観よう〜at RED° TOKYO TOWER - 鈴木、西田が出演。
- 11月18日 銀河ネットワーク M魂チャンネル〜あの時（）のあの曲を一緒に観よう〜 - 鈴木、安野が出演。

2024年
- 1月13日・14日 マクロスFとΔ合わせ 京都南座歌舞伎ノ宴 〜ミニライブ&歌舞伎コラボトーク〜 - JUNNA、鈴木が出演（14日は鈴木が昼の部、JUNNAが夜の部に出演）。
- 2月10日 ワルキューレ FINAL LIVE TOUR 2023 〜Last Mission〜 Blu-ray&DVD発売記念 5.1chで聴く！幕張Day6ディレクターズカット版舞台挨拶付き応援上映会 - 9時20分、12時50分開演の部に東山を除くメンバー4人とギタリストの外園一馬、16時20分開演の部にメンバー5人全員が出演。
- 3月23日 AnimeJapan 2024 ディズニープラス「マクロス」ブースイベント - 鈴木が出演。
- 11月3日 超時空ファンクラブ マクロス魂 ミーティング 2024.11.3 〜ラジオ公開収録とバースデイソングを一緒に歌おう♪〜 - 鈴木、JUNNAが出演。

#### ライブバンドメンバー
| ライブ                                       | キーボード ハーモニカ バンドマスター | ベース | ギター                                                            | ドラムス                               | マニピュレーター |
| -------------------------------------------- | ------------------------------------ | ------ | ----------------------------------------------------------------- | -------------------------------------- | ---------------- |
| 2nd ワルキューレがとまらない（2017）         | 西脇辰弥                             | BOH    | 黒田晃年                                                          | 佐野康夫                               | 篠崎恭一         |
| 3rd ワルキューレは裏切らない（2018）         | 西脇辰弥                             | BOH    | 外園一馬                                                          | 佐野康夫                               | 篠崎恭一         |
| ワルキューレはあきらめない!!!!!（2020-2021） | 西脇辰弥                             | BOH    | 外園一馬（福岡・愛知・北海道・東京） 佐々木"コジロー"貴之（大阪） | 海老原諒                               | 篠崎恭一         |
| Walküre Reborn!（2022）                      | 西脇辰弥                             | BOH    | 外園一馬                                                          | 佐野康夫                               | 篠崎恭一         |
| Last Mission（2023）                         | 西脇辰弥                             | BOH    | 黒田晃年 外園一馬                                                 | 佐野康夫（DAY1-4・6） 海老原諒（DAY5） | 篠崎恭一         |

## 歌唱曲
ワルキューレの歌唱曲を劇中で使用されている順に記す（劇中未使用曲はアルバム収録順）。特殊エンディング回の場合は「挿入歌」+「EDテーマ」に分けて表記する。歌手名は特記なき場合は「ワルキューレ」。
ジリティック♡BEGINNER
作詞 - 深川琴美 / 作曲・編曲 - 姉田ウ夢ヤ / 歌 - マキナ&レイナ（from ワルキューレ）
第1・7・17話挿入歌。レイナとマキナのデュエット曲。女の子の「モヤモヤ」した気持ちを表現するため不安定なコードとメロディを組み合わせ、曲の最後だけオンコードに戻してスッキリした雰囲気になるような構成にしている。歌詞には擬音語を多用し、マキナとレイナが以前は不仲だったという設定から、ふたりが早口で掛け合うパートを設けている。姉田は「初代マクロスからのファンの方々にだけお伝えしたかった、とあるメッセージを込めています」と述べている。
恋! ハレイション THE WAR
作詞 - 深川琴美、姉田ウ夢ヤ / 作編曲 - 姉田ウ夢ヤ / ストリングス編曲 - 倉内達矢
第1・2・4・17話、『劇場版マクロスΔ 激情のワルキューレ』挿入歌。ライブのオープニング曲で、メンバーがそれぞれの決め台詞を言う。イントロ部分はライブの音出し（=物語の始まり）をイメージし、マクロスシリーズの「前に進み続ける」「後戻りしない」というイメージを表現するため、メロディパートが変化し続ける構成になっている。
フレイア加入前の4人編成（恋! ハレイション THE WAR〜without Freyja〜）と、加入後の5人編成（恋! ハレイション THE WAR〜album version〜）の2種類がある。また、フレイア役に鈴木が選ばれた歌姫オーディションでは、仮歌詞を付けたものが課題曲に使われた。シングル「未来はオンナのためにある」には3rdライブのオープニング映像用にアレンジした「恋! ハレイション THE WAR〜extended version〜 (2020 NEW MIX) 」を収録。
2016年の1stライブツアー「Walküre Attack!」ではオープニングナンバー（without Freyja版）として歌われ、2023年のファイナルライブツアー「Last Mission」では最終日のダブルアンコールでラストナンバーとして歌われた。
いけないボーダーライン
作詞 - 西直紀 / 作編曲 - コモリタミノル
第1話エンディング (ED) テーマ、第1・2・8・13話、『激情のワルキューレ』挿入歌。美雲のメインボーカル曲。作曲のキーワードは「歌謡曲全盛期の中森明菜」と「アン・ルイスの『六本木心中』」。コモリタは二人に共通するニューロマンティックな雰囲気を意識した。戦闘シーンに重ねるアレンジの完成まで約10か月を要した。
アルバム『Walküre Attack!』収録版（いけないボーダライン〜Album version〜）は美雲とフレイアが交互にメインボーカルをとる。
一度だけの恋なら
作詞 - 唐沢美帆、加藤裕介 / 作編曲 - 加藤裕介
前期（第2 - 12・14話）オープニング (OP) テーマ、第13・26話、『激情のワルキューレ』挿入歌。加藤は子供の頃『超時空要塞マクロス 愛・おぼえていますか』に魅了され、そのテーマ曲『愛・おぼえていますか』のような「流行歌」を作ることを目指した。解りやすいストレートなメロディに、突き刺さるような攻撃的サウンドを際限なく盛り込む方向でアレンジを加えている。
ルンがピカッと光ったら
作詞 - 西直紀 / 作曲・編曲 - コモリタミノル
前期（第2 - 9・12話）EDテーマ、第5・17話、『激情のワルキューレ』挿入歌。フレイアのメインボーカル曲。「観客とのコール&レスポンスで盛り上がれる曲」というお題で作曲され、ライブでもフレイア（鈴木）が観客の発声を煽るくだりが定番になっている。曲中の掛け声は河森総監督がレコーディング現場で追加した。
シングル収録版はサビの一部を5人がユニゾンで歌っているが、メンバーの実力を認めた結果、アルバム『Walküre Attack!』には5声コーラスで再録音したもの（ルンがピカッと光ったら〜album version〜）を収録している。
不確定性☆COSMIC MOVEMENT
作詞 - 深川琴美、六ツ見純代、渡邊亜希子、姉田ウ夢ヤ / 作曲 - 姉田ウ夢ヤ
第3・4・17話挿入歌。フレイアが加入した5人編成のデビューライブで歌われる。ディスコやフィリーソウルをベースにしつつ、「ワルキューレが大きなアリーナ会場で歌ったら」というライブの光景をイメージし、観客と一体化できる楽しい曲に仕上げられた。歌詞はもともと4人の競作だったが、河森総監督が「それぞれいいところがあるから、共作にできないか」と提案し、深川が自身の歌詞をベースにまとめている。
僕らの戦場
作詞 - 唐沢美帆、加藤裕介 / 作曲・編曲 - 加藤裕介
第3・4・9・18・22・26話、『激情のワルキューレ』挿入歌。『マクロスF』における「ライオン」のようなポジションで、『マクロスΔ』の世界観に合う、フレイアと美雲のデュエットが堪能できるバトル曲として制作された。イントロはバルキリーがカタパルトに乗り、ゼロG状態の浮遊感からスイッチオンで一気に激しくなる流れを表現している。
アルバム『ワルキューレがとまらない』にフレイアのソロ（僕らの戦場〜Freyja Solo Edition〜）、美雲のメインボーカル（僕らの戦場〜Mikumo Solo〜）を収録。
Walküre Attack!
作詞 - UiNA / 作曲 - 小高光太郎、UiNA / 編曲 - 小高光太郎
第6・10・13話挿入歌。「一度だけの恋なら」と並び前期OPテーマの最終候補だった曲。転調やアップダウンの激しい難曲を歌いこなした5人の可能性を最も感じられる曲として、ファーストアルバム『Walküre Attack!』のタイトル曲になった。フレイアと美雲が歌でバトルするような感覚があり、ライブで歌うとテンションが上がるという理由で、JUNNAと西田・東山がお気に入りの楽曲に選んでいる。
Silent Hacker
作詞・作曲・編曲 - 鈴木さえ子、TOMISIRO
第7話挿入歌。レイナのメインボーカル曲。惑星ヴォルドール防衛網へのハッキングシーンで使用。クールなサウンドとデジタル用語でレイナのキャラクターを表現している。
GIRAFFE BLUES
作詞 - 菜穂 / 作曲・編曲 - h-wonder / ストリングス編曲 - 加藤裕介 / 歌 - 美雲ΔJUNNA、フレイアΔ鈴木みのり、カナメΔ安野希世乃
第11話EDテーマ、第7・8・9・11・18・20・21・23・26話、『激情のワルキューレ』、『劇場版マクロスΔ 絶対LIVE!!!!!!』挿入歌。『マクロスΔ』を代表するバラードナンバーであり、複数のバリエーションがある。
- アルバム版はフレイア→美雲がメインボーカル（アルバム『Walküre Attack!』収録）。
- GIRAFFE BLUES〜Freyja Solo〜はフレイアがメインボーカル（シングル『絶対零度θノヴァティック/破滅の純情』収録）。
- GIRAFFE BLUES〜Mikumo Solo〜は美雲がメインボーカル（シングル『絶対零度θノヴァティック/破滅の純情』収録）。
- GIRAFFE BLUES〜Kaname Solo Requiem〜はカナメがメインボーカル（アルバム『ワルキューレがとまらない』収録）。
- ヴォルドール人の少女ミーヤ（東山の兼ね役）のソロ（第7話）。

NEO STREAM
作詞 - 西田恵美 / 作曲・編曲 - 渡辺未来 / ストリングス編曲 - 倉内達矢
第8・14・19話挿入歌。荘厳なコーラスワークから一転して、疾走感のあるメロディへ転調する（渡辺は「プログレッシブロックのような曲がどんどん展開していく組曲っぽいかんじ」と語る）。英語詞パートはJUNNAと東山が担当。
AXIA〜ダイスキでダイキライ〜
作詞 - 六ツ見純代 / 作曲 - 松本良喜 / 編曲 - 鈴木Daichi秀行 / 歌 - カナメΔ安野希世乃、レイナΔ東山奈央、マキナΔ西田望見
第10話EDテーマ、第9・10話、『激情のワルキューレ』挿入歌。カナメのメインボーカル曲。美雲の加入前、カナメがワルキューレのエースボーカルとして最後に歌った曲という設定。かつてヴァールとなったメッサーを救った曲でもあり、第10話および『激情のワルキューレ』において、宿敵との最後の戦いに臨むメッサーに向けて歌われる。"AXIA"とは「かけがえのない大切なもの」という意味。安野はレコーディング時点ではメッサーとの関係性を知らされず、「カナメのアイドル時代の卒業ソング」という指示を受け哀愁漂う雰囲気で歌った。第10話版はアフレコスタジオで収録後に「戦場に飛び立ったメッサーを応援する、生きて！ という気持ち」で歌った。
2019年にNHK BSプレミアムで放送された『発表！全マクロス大投票』の「歌」部門では総合第4位、作品別第6位で、『マクロスΔ』の楽曲のなかでは最高順位を獲得した。
クラゲ音頭
作詞 - 根元歳三 / 作曲 - 鈴木さえ子、TOMISIRO / 編曲 - 窪田ミナ / 歌 - フレイア&レイナ&マキナ
第10話挿入歌。惑星ラグナの海神であるクラゲを讃える曲で、歌詞にはラグナ人の死生観が込められている。鈴木は「沖縄+ハワイ的な音頭」というオーダーに「南太平洋SF的健康ランド」のイメージを加えた。
絶対零度θノヴァティック
作詞 - 図司純子<Eidy>、河嶋晃一<Eidy> / 作曲 - 図司純子<Eidy>、河嶋晃一<Eidy>、Mitsunori Ikeda / 編曲 - Mitsunori Ikeda / ストリングス編曲 - 倉内達矢
後期（第15 - 25話）OPテーマ、第26話挿入歌、第26話EDテーマ、『絶対LIVE!!!!!!』挿入歌。前期OPテーマ「一度だけの恋なら」とは対照的な雰囲気を持つドラムンベース曲。間奏部分のハーモニーは5声ポルタメントという難しい歌唱法で、作曲者のコーラスデータを使う予定だったが、東山の志願を受けて駄目でもともとでやらせてみると、5人とも完璧に歌い切った。ここからワルキューレは本格的な5声コーラスグループへと舵を切ることになった。
破滅の純情
作詞 - 西直紀 / 作曲・編曲 - コモリタミノル
後期（第14・15・17・20・21・23・24話）EDテーマ、第18話、『激情のワルキューレ』挿入歌。美雲のメインボーカル曲。「いけないボーダライン」と同じ作家コンビによる歌謡ロック路線の第二弾。サビのしゃくりあげるようなところや、ブルーノートが混じるところは、「いけないボーダライン」でのJUNNAの歌声を意識して作曲した。
ライブではレイナ（東山）が「好・き・よ」の台詞を公演ごとにアレンジして歌う。
風は予告なく吹く
作詞 - 坂本真綾 / 作曲・編曲 - 北川勝利
第19・22話EDテーマ、第16話、『絶対LIVE!!!!!!』挿入歌。フレイアのメインボーカル曲。鈴木が敬愛するアーティストたちから提供された曲であり、「フレイアの強さ、儚さ、すべてがまっすぐに描かれていて、個人的に思い出深い曲です」と述べている。
ワルキューレのバースデイソング
作詞・作曲 - Happy Field / 編曲 - 窪田ミナ / 歌 - 美雲ΔJUNNA、カナメΔ安野希世乃、レイナΔ東山奈央、マキナΔ西田望見
第16話、『激情のワルキューレ』挿入歌。フレイアの誕生日をほかのメンバー4人が祝う英語詞曲。
God Bless You
作詞・作曲・編曲 - 北川勝利
第16話EDテーマ、第16話、『激情のワルキューレ』挿入歌。フレイアのメインボーカル曲。間奏には誕生日会の思い出を語るフレイアの台詞が入る。鈴木にとってはライブで気持ちがより入る曲であり、「フレイアとして自分の気持ちを伝えるという意味では特別な曲ですね」と述べている。
おにゃの子☆girl
作詞 - かせきさいだぁ / 作曲・編曲 - TeddyLoid / 歌 - マキナΔ西田望見、フレイアΔ鈴木みのり、カナメΔ安野希世乃、レイナΔ東山奈央
第17話挿入歌。マキナのメインボーカル曲。ライブの観客とのコール&レスポンスが楽しめるエレクトリックポップ。
Hear The Universe
作詞 - 岩里祐穂 / 作曲・編曲 - Rasmus Faber
第17話、『激情のワルキューレ』挿入歌。
LOVE! THUNDER GLOW
作詞 - サエキけんぞう / 作曲 - SiZK、Stephen McNair / 編曲 - SiZK / 歌 - 美雲ΔJUNNA、フレイアΔ鈴木みのり
第18話EDテーマ。美雲のメインボーカル曲。
涙目爆発音
作詞・作曲 - 堂島孝平 / 編曲 - 北川勝利 / 歌 - カナメΔ安野希世乃、レイナΔ東山奈央、マキナΔ西田望見
第21話、『激情のワルキューレ』挿入歌。カナメのメインボーカル曲。クレアが脱退する前の4人編成バージョン（涙目爆発音〜with Claire〜）もあり。堂島は「とんでもない組み合わせの言葉」という曲名のリクエストを受けて「バカバカしいほど強烈なものにした」という。
Absolute 5
作詞 - 喜介 / 作曲・編曲 - 渡辺拓也
第22・24話、『激情のワルキューレ』挿入歌。「絶対的な5人」というメンバーの絆を歌った曲。劇場版『絶対LIVE!!!!!!』やライブアルバム『Absolute LIVE!!!!!』のタイトルにも応用された。
星間飛行
作詞 - 松本隆 / 作曲・編曲 - 菅野よう子 / 歌 - フレイアΔ鈴木みのり
第23話挿入歌。『マクロスF』よりランカ・リーの「星間飛行」（歌 - 中島愛）のカバー曲。幼少期のフレイアの愛唱歌。アルバム『ワルキューレがとまらない』のバージョン (〜Freyja Ver.〜) は、ワルキューレオーディションに応募しようとしたデモテープ音源という設定。
ルーチェット・アルカーン〜星の歌〜
作詞・作曲・編曲 - 窪田ミナ / 歌 - 美雲ΔJUNNA、美雲Δ小清水亜美
第24・25・26話、『激情のワルキューレ』挿入歌。ウィンダミアに操られ「星の歌い手」と化した美雲が歌う。美雲の声役の小清水がコーラスを担当する。第26話では「愛・おぼえていますか」の一節を小清水が歌うincludes elements from　「愛・おぼえていますか」を使用。
愛・おぼえていますか
作詞 - 安井かずみ / 作曲 - 加藤和彦 / 編曲 - コモリタミノル
アルバム『Walküre Trap!』ボーナストラック。『超時空要塞マクロス 愛・おぼえていますか』よりリン・ミンメイの「愛・おぼえていますか」（歌 - 飯島真理）のカバー曲。大サビ部分をメンバー5人がそれぞれソロで歌う。
ようこそ! ワルキューレ・ワールドヘ
作詞 - 根元歳三 / 作曲 - 西脇辰弥、Wilhelm Richard Wagner / 編曲 - 西脇辰弥
アルバム『ワルキューレがとまらない』収録曲。フレイア加入後に制作された「恋! ハレイション THE WAR」に代わるライブのオープニング曲という設定。イントロ部分はワーグナーの「ワルキューレの騎行」を引用している。
ダイアモンド クレバス〜Mikumo Ver.〜
作詞 - hàl / 作曲・編曲 - 菅野よう子 / 歌 - 美雲ΔJUNNA
アルバム『ワルキューレがとまらない』収録曲。『マクロスF』よりシェリル・ノームの「ダイアモンド クレバス」（歌 - May'n）のカバー曲。ワルキューレ加入前、美雲がテストで歌った曲のひとつという設定。
ワルキューレがとまらない
作詞 - 唐沢美帆、加藤裕介 / 作曲・編曲 - 加藤裕介
アルバム『ワルキューレがとまらない』収録曲。フレイアのデビュー後に作られたが、戦局の悪化により未発表のままになったという設定。『激情のワルキューレ』では設定が変わり、フレイア加入前の4人で歌う「ワルキューレがとまらない〜without Freyja〜」が使用される。
チェンジ!!!!!
作詞 - 岩里祐穂 / 作曲・編曲 - Rasmus Faber
『激情のワルキューレ』挿入歌。同作品の新作シーンであるフレイアのデビューライブで使用される。「ワルキューレ史上最も複雑」だという歌い分けが特徴。感嘆符を5つ並べた「!!!!!」は岩里のアイデアによるもの。本曲を使用したライブシーンは、「マクロスシリーズ」のアニメにおいて史上初となるキャラクターを含めたフルCGで描かれており、現実のライブを超えるインパクトを表現するため、戦闘シーン用の候補だった本曲が選ばれ、ライブ用に仕上げられた。
ワルキューレは裏切らない
作詞 - 喜介 / 作曲・編曲 - 渡辺拓也 / ストリングス編曲 - 倉内達矢
『激情のワルキューレ』挿入歌。惑星ラグナにおける最終決戦で使用される。音楽プロデューサーの福田正夫は、「ワルキューレがとまらない」の好評を受け、次作の機会があれば「ワルキューレ」をタイトルに入れることを考えていたといい、最後の活動と思われたセカンドライブの終了後も、「ROCK IN JAPAN FESTIVAL 2017」出演、劇場版製作、サードライブ開催決定と続いたことで、「ワルキューレはやはりファンの期待を裏切らなかった」という思いからこのタイトルが浮かんだと語っている。作詞者・作曲者は「Absolute 5」と同一で、福田は同曲への「アンサーソング」のようなものだと述べている。
Dancing in the Moonlight
作詞 - 北川勝利・acane_madder / 作曲 - 北川勝利 / 編曲 - 北川勝利・acane_madder / ストリングス編曲 - 宮川弾
『激情のワルキューレ』EDテーマ。マーチ、ディスコ、ラップ、転調、フェイクといった多彩な要素が盛り込まれ、福田は「ワルキューレの集大成のような曲」と評している。
未来はオンナのためにある
作詞 - 岩里祐穂 / 作曲 斎藤大 / 編曲 - 白戸佑輔
『絶対LIVE!!!!!!』公開に先駆けて発売されたシングル「未来はオンナのためにある」収録曲で、映画のイメージソングとされる。『絶対LIVE!!!!!!』の挿入歌としては「未来はオンナのためにある-movie edition-」を使用。Δ小隊の模擬戦シーンで歌われる。
ルンに花咲く恋もある
作詞 - 西直紀 / 作曲・編曲 - コモリタミノル
「未来はオンナのためにある」収録曲。『絶対LIVE!!!!!!』EDテーマには「ルンに花咲く恋もある-movie edition-」が使用されている。
唇の凍傷
作詞・作曲・編曲 - 椿山日南子
『絶対LIVE!!!!!!』挿入歌。ウィンダミア王国で開かれる停戦記念ライブで歌う曲。
りんごのうた
作詞 - 唐沢美帆、加藤裕介 / 作曲・編曲 - 加藤裕介
歌 - フレイアΔ鈴木みのり
『絶対LIVE!!!!!!』挿入歌。ウィンダミアに伝わる伝説の歌で、風の神と村の娘の切ない恋を歌ったものという設定。フレイアが故郷レイブングラス村にあるリンゴ畑で歌う。
つらみ現在進行形
作詞 - 堂島孝平 / 作曲 - 柳沢ヒカル / 編曲 - 白戸佑輔
『絶対LIVE!!!!!!』挿入歌。レイブングラス村における戦闘シーンで使用。
ワルキューレはあきらめない
作詞 - 唐沢美帆 / 作曲・編曲 -  加藤裕介
『絶対LIVE!!!!!!』挿入歌。最終決戦でフレイアがワルキューレメンバーと合流する場面より使用。
絶対LIVE!!!!!!メドレー
『絶対LIVE!!!!!!』挿入歌。「僕らの戦場」「いけないボーダーライン」「絶対零度θノヴァティック」「God Bless You」「ワルキューレはあきらめない」のメドレー。最終決戦でミラージュが自分の才能に目覚める場面から、ハヤテが敵艦のバリアに突撃する場面にかけて使用。
ALIVE 〜祈りの唄〜
作詞 - 唐沢美帆 / 作曲・編曲 - 加藤裕介
『絶対LIVE!!!!!!』挿入歌。最終決戦のラストで使用。ウィンダミアにおける伝説の歌で、メロディは「りんごのうた」と共通。
宇宙（そら）のかけら
作詞 - 菜穂 / 作曲・編曲 - h-wonder / ストリングス編曲 - 加藤裕介
『絶対LIVE!!!!!!』挿入歌。ラストシーンからエンドロール前半にかけて使用。
無限大DRIVE
作詞・作曲・編曲 - 堂島孝平
アルバム『Walküre Reborn!』収録曲。メインボーカルは美雲。
キキワケナイ！
作詞 - おっちょこバニー / 作曲 - 鳥海剛史 / 編曲 - 藤井健太郎、鳥海剛史
『Walküre Reborn!』収録曲。メインボーカルはカナメ。
マダマニア
作詞・作曲・編曲 - コモリタミノル
『Walküre Reborn!』収録曲。メインボーカルはマキナ。
キズナ→スパイラル
作詞 - サエキけんぞう / 作曲・編曲 - 照井順政
『Walküre Reborn!』収録曲。メインボーカルはレイナ。
愛してる
作詞 - 坂本真綾 / 作曲・編曲 - 北川勝利 / ストリングス編曲 - Tansa
『Walküre Reborn!』収録曲。メインボーカルはフレイア。
ライオン
作詞 - Gabriela Robin / 作曲・編曲 - 菅野よう子
『マクロス40周年記念超時空コラボアルバム デカルチャー!! ミクスチャー!!!!!』収録曲。『マクロスF』後期OPテーマのカバー。
ノーザンクロス
作詞 - 岩里祐穂、Gabriela Robin / 作曲・編曲 - 菅野よう子
『デカルチャー!! ミクスチャー!!!!!』収録曲。『マクロスF』後期EDテーマのカバー。
放課後オーバーフロウ
作詞 - Gabriela Robin / 作曲・編曲 - 菅野よう子
『デカルチャー!! ミクスチャー!!!!!』収録曲。『劇場版 マクロスF 恋離飛翼〜サヨナラノツバサ〜』挿入歌のカバー。
ユニバーサル・バニー
作詞 - しほり、PA-NON、Gabriela Robin / 作曲・編曲 - 菅野よう子
『デカルチャー!! ミクスチャー!!!!!』収録曲。『劇場版 マクロスF 虚空歌姫〜イツワリノウタヒメ〜』挿入歌のカバー。
サヨナラノツバサ ～ the end of triangle
作詞 - Gabriela Robin、河森正治 / 作曲・編曲 - 菅野よう子
『デカルチャー!! ミクスチャー!!!!!』収録曲。『劇場版 マクロスF 恋離飛翼〜サヨナラノツバサ〜』挿入歌のカバー。
愛・おぼえていますか（40th Anniversary DeCulture Edition）
作詞 - 安井かずみ / 作曲 - 加藤和彦 / オーケストラアレンジ - 服部隆之
歌 - シェリル・ノーム starring May'n、ランカ・リー＝中島愛、ワルキューレ
『デカルチャー!! ミクスチャー!!!!!』収録曲。
娘々スペシャルサービスメドレー（特盛り）
『デカルチャー!! ミクスチャー!!!!! 初回限定デルタ盤』収録曲。『マクロスF（フロンティア）VOCAL COLLECTION 娘たま♀』収録曲のカバーで、「ライオン」「インフィニティ」「私の彼はパイロット」「ダイアモンド クレバス」「星間飛行」「What 'bout my star?」「射手座☆午後九時 Don't be late」「トライアングラー（fight on stage）」「アナタノオト」「アイモ」「What 'bout my star?」「愛・おぼえていますか」「ライオン」のメドレー。

## ディスコグラフィ
フライングドッグより発売。

### シングル
|            | 発売日         | タイトル                                | 規格品番 | 規格品番   | 最高位 | 備考                                            |
| 初回限定盤 | 発売日         | タイトル                                | 通常盤   |            | 最高位 | 備考                                            |
| ---------- | -------------- | --------------------------------------- | -------- | ---------- | ------ | ----------------------------------------------- |
| ※          | 2015年12月31日 | いけないボーダーライン                  |          |            |        | 配信限定                                        |
| ※          | 2016年3月21日  | 恋! ハレイション THE WAR                |          |            |        | 配信限定                                        |
| 1st        | 2016年5月11日  | 一度だけの恋なら/ルンがピカッと光ったら |          | VTCL-35226 | 3位    |                                                 |
| 2nd        | 2016年8月10日  | 絶対零度Θノヴァティック/破滅の純情      |          | VTCL-35236 | 6位    |                                                 |
| 3rd        | 2018年2月14日  | ワルキューレは裏切らない                |          | VTCL-35269 | 6位    |                                                 |
| 4th        | 2020年5月27日  | 未来はオンナのためにある                | VTZL-173 | VTCL-35315 | 1位    | 初回限定盤は「犬フェス!」出演映像を収録したBD付 |

### アルバム
|            | 発売日         | タイトル                 | 規格品番   | 規格品番   | 最高位 | 備考                                                                                      |
| 初回限定盤 | 発売日         | タイトル                 | 通常盤     |            | 最高位 | 備考                                                                                      |
| ---------- | -------------- | ------------------------ | ---------- | ---------- | ------ | ----------------------------------------------------------------------------------------- |
| 1st        | 2016年7月6日   | Walküre Attack!          | VTZL-109   | VTCL-60428 | 2位    | 初回限定盤は「一度だけの恋なら」のMVを収録したDVD付                                       |
| 2nd        | 2016年9月28日  | Walküre Trap!            | VTZL-115   | VTCL-60436 | 3位    | 初回限定盤は「絶対零度Θノヴァティック」のMVを収録したDVD付                                |
|            | 2017年1月25日  | ワルキューレがとまらない |            | VTCL-60444 | 6位    | ボーナスアルバム                                                                          |
| 3rd        | 2021年10月13日 | Walküre Reborn!          | VTCL-60549 | VTZL-186   | 3位    | 初回限定盤は4thライブツアー「〜ワルキューレはあきらめない!!!!!!〜」最終公演を収録したBD付 |

### コラボアルバム
| 発売日       | タイトル                        | 名義                           | 規格品番   | 規格品番               | 規格品番         | 最高位 |
| 発売日       | タイトル                        | 名義                           | 通常盤     | 初回限定フロンティア盤 | 初回限定デルタ盤 | 最高位 |
| ------------ | ------------------------------- | ------------------------------ | ---------- | ---------------------- | ---------------- | ------ |
| 2022年4月6日 | デカルチャー!!ミクスチャー!!!!! | シェリル、ランカ、ワルキューレ | VTCL-60557 | VTCL-60558             | VTCL-60559       | 1位    |

### ライブアルバム
| 発売日        | タイトル           | 規格品番      | 規格品番   | 規格品番       | 最高位 | 備考 |
| 発売日        | タイトル           | 通常盤        | 初回限定盤 | 完全生産限定盤 | 最高位 | 備考 |
| ------------- | ------------------ | ------------- | ---------- | -------------- | ------ | --- |
| 2023年5月17日 | Absolute LIVE!!!!! | VTCL-60572〜5 | VTZL-225   | FLDZM-3        | 5位    | 初回限定盤はMV6本を収録したBD付き。完全生産限定盤のBDは配信特番「ワルキューレ Reborn!年会 at ビクタースタジオ」を追加収録。 |
| 2024年6月5日  | W encore           | VTCL-60635〜7 | VTZL-241   |                | 5位    | 初回限定盤は南座イベントを収録したBD付き。                                                                                  |

### 映像作品
|     | 発売日         | タイトル                                                                          | 規格品番         | 最高位 | 備考                                                                     |
| --- | -------------- | --------------------------------------------------------------------------------- | ---------------- | ------ | ------------------------------------------------------------------------ |
| 1st | 2017年5月31日  | LIVE 2017 “ワルキューレがとまらない” at 横浜アリーナ                              | DVD：VTBL-31〜32 | 11位   | 2ndライブ2日目の模様を収録                                               |
| 1st | 2017年5月31日  | LIVE 2017 “ワルキューレがとまらない” at 横浜アリーナ                              | BD：VTXL-31      | 3位    | 2ndライブ2日目の模様を収録                                               |
| 2nd | 2018年10月24日 | LIVE 2018 “ワルキューレは裏切らない” at 横浜アリーナ ＜Day-1+Day-2＞              | BD：VTXL34〜35   | 2位    | 初回限定生産。3rdライブ1日目・2日目の2枚組Blu-ray BOX                    |
| 2nd | 2018年10月24日 | LIVE 2018 “ワルキューレは裏切らない” at 横浜アリーナ ＜Day-1＞                    | DVD：VTBL33〜34  | 13位   | 3rdライブ1日目を収録                                                     |
| 2nd | 2018年10月24日 | LIVE 2018 “ワルキューレは裏切らない” at 横浜アリーナ ＜Day-1＞                    | BD：VTXL-36      | 73位   | 3rdライブ1日目を収録                                                     |
| 2nd | 2018年10月24日 | LIVE 2018 “ワルキューレは裏切らない” at 横浜アリーナ ＜Day-2＞                    | DVD：VTBL35〜36  | 17位   | 3rdライブ2日目を収録                                                     |
| 2nd | 2018年10月24日 | LIVE 2018 “ワルキューレは裏切らない” at 横浜アリーナ ＜Day-2＞                    | BD：VTXL-37      | 94位   | 3rdライブ2日目を収録                                                     |
| 3rd | 2023年1月25日  | ワルキューレ LIVE 2022 〜Walküre Reborn!〜 at 幕張メッセ                          | DVD：VTBL-44〜5  | 6位    | 4thライブ2日目の模様を収録                                               |
| 3rd | 2023年1月25日  | ワルキューレ LIVE 2022 〜Walküre Reborn!〜 at 幕張メッセ                          | BD：VTXL-46      | 4位    | 4thライブ2日目の模様を収録                                               |
| 4th | 2023年12月20日 | ワルキューレ FINAL LIVE TOUR 2023 ～Last Mission～ ＜ミッション・コンプリート盤＞ | BD：VTXL-51〜53  | 4位    | 限定生産。ラストライブ1日目・6日目の模様、2日目・5日目のアンコールを収録 |
| 4th | 2023年12月20日 | ワルキューレ FINAL LIVE TOUR 2023 ～Last Mission～ at 東京有明アリーナ(Day1)      | DVD：VTBL-46〜47 | 19位   | ラストライブ1日目の模様を収録                                            |
| 4th | 2023年12月20日 | ワルキューレ FINAL LIVE TOUR 2023 ～Last Mission～ at 東京有明アリーナ(Day1)      | BD：VTXL-54      |        | ラストライブ1日目の模様を収録                                            |
| 4th | 2023年12月20日 | ワルキューレ FINAL LIVE TOUR 2023 ～Last Mission～ at 幕張メッセ国際展示場(Day6)  | DVD：VTBL-48〜49 |        | ラストライブ6日目の模様を収録                                            |
| 4th | 2023年12月20日 | ワルキューレ FINAL LIVE TOUR 2023 ～Last Mission～ at 幕張メッセ国際展示場(Day6)  | BD：VTXL-55      |        | ラストライブ6日目の模様を収録                                            |

### タイアップ
| 楽曲                     | タイアップ                                                         | 収録盤                                              |
| ------------------------ | ------------------------------------------------------------------ | --------------------------------------------------- |
| 一度だけの恋なら         | テレビアニメ『マクロスΔ』前期オープニングテーマ                    | シングル「一度だけの恋なら/ルンがピカッと光ったら」 |
| ルンがピカッと光ったら   | テレビアニメ『マクロスΔ』前期エンディングテーマ                    | シングル「一度だけの恋なら/ルンがピカッと光ったら」 |
| 絶対零度θノヴァティック  | テレビアニメ『マクロスΔ』後期オープニングテーマ                    | シングル「絶対零度Θノヴァティック/破滅の純情」      |
| 破滅の純情               | テレビアニメ『マクロスΔ』後期エンディングテーマ                    | シングル「絶対零度Θノヴァティック/破滅の純情」      |
| Dancing in the Moonlight | アニメ映画『劇場版マクロスΔ 激情のワルキューレ』エンディングテーマ | シングル「ワルキューレは裏切らない」                |
| ルンに花咲く恋もある     | アニメ映画『劇場版マクロスΔ 絶対LIVE!!!!!!』エンディングテーマ     | シングル「未来はオンナのためにある」                |

## 受賞歴
- 第31回日本ゴールドディスク大賞 アニメーション・アルバム・オブ・ザ・イヤー（『Walküre Attack!』）
- ANiUTa AWARD 2017 アルバムランキング部門（『Walküre Attack!』）
- ANiUTa AWARD 2018 劇場版主題歌部門（『ワルキューレは裏切らない』）
- ANiUTa AWARD 2019 アルバム部門（『Walküre Attack!』）
- 平成アニソン大賞 キャラクターソング賞 2010年-2019年（『いけないボーダーライン』）
- 第15回声優アワード 歌唱賞

## Yami_Q_ray
Yami_Q_ray（ヤミキューレ）は、2021年に公開されたアニメ映画『劇場版マクロスΔ 絶対LIVE!!!!!!』に登場する架空の音楽ユニット。
物語における敵組織が運用するAI（人工知能）システムによって生み出された立体映像の歌い手（ヴァーチャロイド）という設定で、当初は1人だが、戦術音楽ユニット・ワルキューレ（上述）の歌を学習することでワルキューレのメンバーに対応する分身が生み出されて5人組のユニットとなり、「超・ダークエンジェル Yami_Q_ray」と名乗る。
ワルキューレのキャストが兼役で演じ、映画公開後に現実世界で開催されたワルキューレのライブでも、Yami_Q_rayとしてのパフォーマンスを披露している。

### メンバー（Yami_Q_ray）
| 名前                   | キャスト   | キャスト   | イメージカラー | 決め台詞 |
| 名前                   | 声         | 歌         | イメージカラー | 決め台詞 |
| ---------------------- | ---------- | ---------- | -------------- | -------- |
| 闇雲 Yamikumo          | 小清水亜美 | JUNNA      | 水色           | 歌は闇   |
| 闇フレイア Yami_Freyja | 鈴木みのり | 鈴木みのり | 赤             | 歌は狂気 |
| 闇カナメ Yami_Kaname   | 安野希世乃 | 安野希世乃 | 黄             | 歌は歓喜 |
| 闇レイナ Yami_Reina    | 東山奈央   | 東山奈央   | 緑             | 歌は欲望 |
| 闇マキナ Yami_Makina   | 西田望見   | 西田望見   | ピンク         | 歌は絶望 |

現実世界におけるメンバーの名義は「闇雲ΔJUNNA」、「闇フレイアΔ鈴木みのり」、「闇カナメΔ安野希世乃」、「闇レイナΔ東山奈央」、「闇マキナΔ西田望見」。

### 設定（Yami_Q_ray）
人工知能やクローン技術といった先進テクノロジーの解放を訴え、これらを制限している「レディM」とその影響下にある統合政府・新統合軍・PMCの排除を目的とする武装組織「ヘイムダル」が運用する、非合法の量子AIシステム「セイレーンデルタシステム」によって生み出されたヴァーチャロイド。「闇の歌い手」とも呼ばれる。
ヘイムダルを支援するイプシロン財団が開発したセイレーンデルタシステムは、西暦2040年に自我を暴走させ、一時は地球のマクロス・シティを支配下に置いたヴァーチャロイド・シンガー、シャロン・アップル型量子AIシステムの発展形と推測され、バイオ・ニューロチップの代わりに、かつて惑星ウィンダミアの神殿から奪われたプロトカルチャーの遺産「星の歌い手」の細胞を組み込んでいる。このシステムから生み出されたヴァーチャロイドの姿や歌声は、レディMの側に渡ったもうひとりの「星の歌い手」の細胞からクローン技術で造られたワルキューレの美雲・ギンヌメールに似ているが、こちらは脳細胞や必要な器官のみが生み出されたと推測され、その歌声に触れたワルキューレのメンバーは、心が感じられず「空っぽで闇のように真っ暗」だと述べ、レイナ・プラウラーは「闇雲」と呼ぶ。ヘイムダルはセイレーンを旗艦バトル・アストレアに搭載して生体フォールド波とフォールドクォーツの共鳴による反応エンジンやフォールド兵器の大幅な強化に用い、次元断層に阻まれた空間へのフォールドや、艦載の無人可変戦闘機Sv-303 ヴィヴァスヴァットの制御と性能向上、艦全体を包んで外部からの攻撃を遮断する次元バリアの強化などを実現する。
西暦2068年、バトル・アストレアが惑星ウィンダミアにフォールドし、停戦記念ライブを終えたワルキューレが滞在するレイブングラス村を襲撃する。生体フォールド因子に干渉する「闇の歌い手」の歌声に対抗して歌うワルキューレの特性を学ぶべく、セイレーンは深層学習モードに入る。惑星制圧後、ヘイムダルはワルキューレを擁するケイオス側の反攻拠点にSv-303を送り込む。システムの解析により新型フォールドサウンド増幅を得たワルキューレの歌に対して、セイレーンは深層学習の成果として新たに闇フレイア、闇カナメ、闇レイナ、闇マキナという分身を生み出し、闇雲の衣装も変わり5人組のヴァーチャロイド・ユニット「Yami_Q_ray」を結成する。これによりワルキューレ5人分に匹敵する生体フォールド波を発生させ、Sv-303をさらに強化するとともに、ブリージンガル球状星団の各惑星にプロトカルチャーシステムを出現させる。
ヘイムダルはYami_Q_rayの歌でプロトカルチャーシステムを起動させ、スーパーフォールドゲートを開いて銀河各地に侵攻をかけると同時に、レディMが存在するとされる移民船メガロード-01の座標を割り出してゲートを開き、バトル・アストレアの主砲でこれを沈めようとする。セイレーンはケイオス側のフォールドジャミングにも短時間で対応し、強化した次元バリアで防御を固めるが、前回の戦闘で結晶化（ウィンダミア人にとっての老化現象）の急激な進行により余命わずかとなったワルキューレメンバーのフレイア・ヴィオンが復帰し、伝説的な天才マクシミリアン・ジーナスがパイロットとして参戦するといった事態に際して、開発側の想定を超えた学習を始める。さらにフレイアたちやウィンダミアの人々が歌う「伝説の歌」に触れて「星の歌い手」の細胞がウィンダミア人の感覚器官「ルン」をそなえた人間の姿へと成長し、闇フレイアも伝説の「ルンの花」を咲かせて歌いだす。最終的にアストレアへ突入したΔ小隊のハヤテ・インメルマンによってセイレーンの中枢部（星のゆりかご）が回収され、内部に宿っていた「星の歌い手」の子供はハヤテのもとで育つことになる。

### 制作（Yami_Q_ray）

#### 設定・デザイン（Yami_Q_ray）
『絶対LIVE!!!!!!』で監督を務める河森正治は、脚本を務める根元歳三とともに中華人民共和国の重慶市で開催されたアニメイベントに招かれた際、アイドルのCKG48が黒い衣装と白い衣装でグループ分けをして登場するのを見て、ワルキューレから生まれた「闇のワルキューレ」であれば新しい敵の説明が困難な短い尺でもいけると着想を得て、その場で根元に相談して設定が作られていったと語っている。根元によると、設定の発想はテレビ版『マクロスΔ』におけるプロトカルチャー時代のイメージ映像に「星の歌い手」が複数描かれていたことに由来しており、当初は闇雲以外も生身で登場させる予定だったが、上映時間の問題もあって断念したという。
ユニット名は当初「ブラックワルキューレ」、それを略した「ブラキューレ」であったが、河森が闇の美雲を「闇雲」にすることを思いついて変更した。製作会社ビックウエストの畠中雄一によれば、もともと「ヤミキューレ」は通称のようなものであったが、「ヤミ」の意味づけとしてインド神話の女神ヤミを探し出してきて河森と設定を考え、「闇」「病み」「ヤミ」のトリプル・ミーニングとなったという。しかし畠中は、すでに歌詞が完成した段階になってから河森が「ヤミキューレ」の名を変えようかと言いだし、周囲が止めるという出来事があったことを明かしており、音楽プロデューサーの福田正夫もこの名を気に入っていたために、変更を避けるべくあらゆる手段を講じたと語っている。表記は作曲家のコモリタミノルが送った音源のファイル名が「Yami-Q-le」となっていたことに由来し、河森の意見で「レーザーっぽい」ray表記とアンダーバーへの変更がなされ、「Yami_Q_ray」に決定された。
河森はYami_Q_rayの性格づけについて「黒くなる、悪くなるというよりは、性格をより過激にしたようなイメージです」と述べている。
Yami_Q_rayのキャラクター原案デザインは、ワルキューレと同じく実田千聖が担当した。2019年3月より作業を開始し、外見の指針は受けつつも内面は実田の考えに任せられ、これまでに見てきた作品における「偽物の敵」を踏襲した方向性にしたという。闇雲は「美雲と対になるように」という指示があった。途中で注文を受け、体にSv-303と同様のシリンダーを追加している。
アニメーション用の設定画もワルキューレと同じくまじろが手がけており、ワルキューレの衣装はYami_Q_rayに対するかたちで光のような白を基調としたデザインとした。

#### 音楽面（Yami_Q_ray）
Yami_Q_rayの曲として「Glow in the dark」「Diva in Abyss」「綺麗な花には毒がある」の3曲が新たに制作された。
音楽プロデューサーの福田は河森より「邪悪な曲を作ってほしい」と注文され、「より激しく、蠱惑的で、刺激の強いサウンドや歌詞」を目指したと述べている。自身が手がけてきたワルキューレの音楽はすでにスタイルが確立され「縛り」ができていたが、河森からYami_Q_rayのアイデアを示されたことで、これまでとはまったく異なる発想ができるようになったという。
3曲はいずれもメンバーがアフレコでYami_Q_rayを演じるまえに歌の収録が実施されており、福田はその際にYami_Q_rayについて、河森から聞いた設定を説明することしかできなかったのが心残りで、「今の彼女たちならYami_Q_rayのことを完全に理解しているので、また違ったものができるでしょうね」と語っている。
闇雲役の小清水は、美雲のもともとの性格上、ほかのキャラクターに比べて闇雲になっても不自然ではないと解釈しており、歌を担当するJUNNAもその点で苦労はなく、ワルキューレと出会うまえの美雲の感覚で感情を出さないように意識し、ディレクションでは「すごみ」や「暴力的な感じ」を求められたという。またYami_Q_rayが成長し心を宿していくという物語内容から、「Glow in the dark」は「後半になるにつれてどんどん感情的になっていく」歌い方を意識したと述べた。JUNNAは劇中での歌声は加工されていて、原曲のキーはそれよりも高いと明かしており、また楽曲の難しさに苦労し「人間が歌う歌じゃない」ともコメントした。闇フレイア役の鈴木は曲について設定上「ワルキューレより攻撃的な部分を前に出している」といい、「伸びやかさで言うと、Yami_Q_rayの方が自由に、思いのまま制御せず歌った」と振り返った。闇カナメ役の安野は、「いままでにないダーク感を出して、大げさに表現してよかった」と語っている。闇レイナ役の東山は、決め台詞に合わせて「欲望ドロドロな感じ」で歌ったといい、あえて無機質に歌って個性を出していたレイナとは異なり「ニュアンスもつけてよかったので、いつもよりはリミッターは外したなと」と述べた。闇マキナ役の西田は「闇マキナはちょっと狂気じみたキャラクターで歌い分けもした」と語った。

### 現実における活動（Yami_Q_ray）
2021年7月4日、『絶対LIVE!!!!!!』の公開時期が2021年秋に決定して予告映像とキービジュアル（第2弾）が公開され、新曲「Glow in the dark」が発表された。キービジュアルには闇雲の姿と決め台詞が描かれているが、この時点ではキャラクター名や正体などは明かされていなかった。
2021年9月18日、公開日が同年10月8日に決定し、本予告映像とともに、「銀河争奪歌合戦」というキャッチコピーが記されたYami_Q_rayとワルキューレが対峙するキービジュアル（第3弾）が公開され、『絶対LIVE!!!!!!』オリジナルサウンドトラックにYami_Q_rayの楽曲を3曲収録することが発表された。
2021年10月20日、Yami_Q_rayの楽曲を収録した『劇場版マクロスΔ 絶対LIVE!!!!!! オリジナルサウンドトラック』が発売され、同年10月27日に公開されたBillboard JAPANダウンロード・アルバム・チャート「Download Albums」で第1位、オリコンチャートで第5位を記録した。2021年12月17日に開催された「令和3年アニソン大賞」では、「Diva in Abyss」が企画賞にノミネートされた。
2022年4月9日・10日に幕張メッセで開催された「ワルキューレ LIVE 2022 〜Walküre Reborn!〜」では、ワルキューレのメンバーがYami_Q_rayとしてパフォーマンスを行なう場面があり、冒頭で闇雲ΔJUNNAがソロで「Glow in the dark」を歌い、後半はメンバー全員が黒とメンバーカラーで構成されたYami_Q_ray用の衣装を着てトロッコに乗り「Diva in Abyss」、次いで「綺麗な花には毒がある」を披露した。
2023年5月20日から6月4日にかけて開催された「ワルキューレ FINAL LIVE TOUR 2023 〜Last Mission〜」でも、ワルキューレメンバーが黒い衣装に身を包み、Yami_Q_rayとしてパフォーマンスを披露する場面があった。
ライブ以外のイベントやコラボレーション企画においても、Yami_Q_rayの描き下ろしイラスト展示やキャラクターグッズ販売などが実施されている。2024年9月20日より京都、博多、横浜会場で巡回開催された体験型イベント「裏マクロス超時空フェスティバル」では、『マクロスF』のキャラクターデザイン、『マクロスΔ』の衣装デザインを担当した江端里沙によりYami_Q_rayに加え、その「強力な助っ人」として新たに「闇シェリル」「闇ランカ」のイラストが描き下ろされた。

### 歌唱曲（Yami_Q_ray）
Yami_Q_ray名義の曲は以下のとおり（劇中使用順）。いずれもアルバム『劇場版マクロスΔ 絶対LIVE!!!!!! オリジナルサウンドトラック』（フライングドッグより2021年10月20日発売、VTCL-60550）に収録。
Glow in the dark
作詞 - 渡辺未来、西田恵美 / 作曲・編曲 - 渡辺未来
劇中ではアバンタイトルにおけるバトル・アストレアの場面、レイブングラス村での戦闘場面および、反攻拠点である工場衛星への襲撃開始場面で使用されている。
Heinz vs. Yami_Q_ray
Remixed by TOMISIRO
ハインツ（メロディー・チューバック）の「ザルド・ヴァーサ！〜決意の風〜」（作詞・作曲・編曲 - 窪田ミナ）とYami_Q_rayの「Glow in the dark」をリミックスした曲。ウィンダミアで「風の歌い手」のハインツ・ネーリッヒ・ウィンダミアと「闇の歌い手」の闇雲が対決する場面で用いられている。
Diva in Abyss
作詞 - UiNA / 作曲 - 小高幸太郎、UiNA / 編曲 - 小高幸太郎 / ストリングス編曲 - 藤井亮太
「闇の歌い手」が5人のYami_Q_rayとなる場面より工場衛星における戦闘場面、ヘイムダルの全軍出撃場面および、メガロード-01へとつながるゲートが開く場面で使用。
綺麗な花には毒がある
作詞 - 西直紀 / 作曲・編曲 - コモリタミノル
ウィンダミア宙域における決戦で、ヘイムダルがケイオス側の砲撃を防ぎ、攻勢に転じる場面で使用されている。

### ディスコグラフィ（Yami_Q_ray）
Yami_Q_rayの楽曲は以下に収録されている。いずれもフライングドッグより発売。
- 『劇場版マクロスΔ 絶対LIVE!!!!!! オリジナルサウンドトラック』 - サウンドトラックアルバム。2021年10月20日発売。
- 『Absolute LIVE!!!!!』 - ライブアルバム。2023年5月17日発売。
- 『W encore』 - ライブアルバム。2024年6月5日発売。
- 『ワルキューレ LIVE 2022 〜Walküre Reborn!〜 at 幕張メッセ』 - ライブBD・DVD。2023年1月25日発売。
- 『ワルキューレ FINAL LIVE TOUR 2023 〜Last Mission〜』 - ライブBD・DVD。2023年12月20日発売。